# Ursula Kiausch
Ursula Kiausch (Alemanya, 199??) treballa en l'àmbit de la ciència-ficció a nivell internacional. Ursula va obtenir un màster d'Història, Sociologia i Ciències Polítiques (MA) a la Universitat de Heidelberg, Alemanya.
Després de treballar com a editora en cap de diverses revistes publicades per Suedwestdeutsche Verlagsanstalt Mannheim, i com a crítica de literatura fantàstica per a la ràdio pública (SDR), ha treballat sobretot en el camp de la ciència-ficció internacional (com a crítica, editora, autora i traductora). Ha treballat per a Heyne Munich i Spektrum Science Publishing House Heidelberg, entre altres editorials. Des del 1987 és membre de l'Associació Internacional de les Arts Fantàstiques.
Ha promogut, a més de dirigir-los i col·laborar-hi, nombrosos projectes interdisciplinaris d'art, literatura i ciència a Alemanya com Mona Lisa Overdrive (esdeveniment multimèdia, 1995); el festival Hofkultur (edicions del 1999, 2000 i 2002, Neustadt/Weinstr); Visions - Science meets Fiction (simpòsium de tres dies: del 24 al 26 d'octubre del 2002; Neustadt/ Germany). La revista literària alemanya a internet Wiessner/Kiausch.
Ha publicat relats a Heyne (1996; 1998; 1999), assaigs literàris a Ariadne (Alemanya, 2002); i també ha publicat a l'Associació Internacional de les Arts Fantàstiques (2001).
Ha traduït diverses novel·les, assaigs i relats dels següents autors de ciència-ficció (publicats per Heyne Munich, alguns d'ells inclouen entrevistes amb els seus autors): Brian W. Aldiss, Greg Bear, Philipp José Farmer, Joe Haldeman, Philipp Mann, Christopher Priest, Brian i Elisabeth Vonarburg.